# Plastisfera

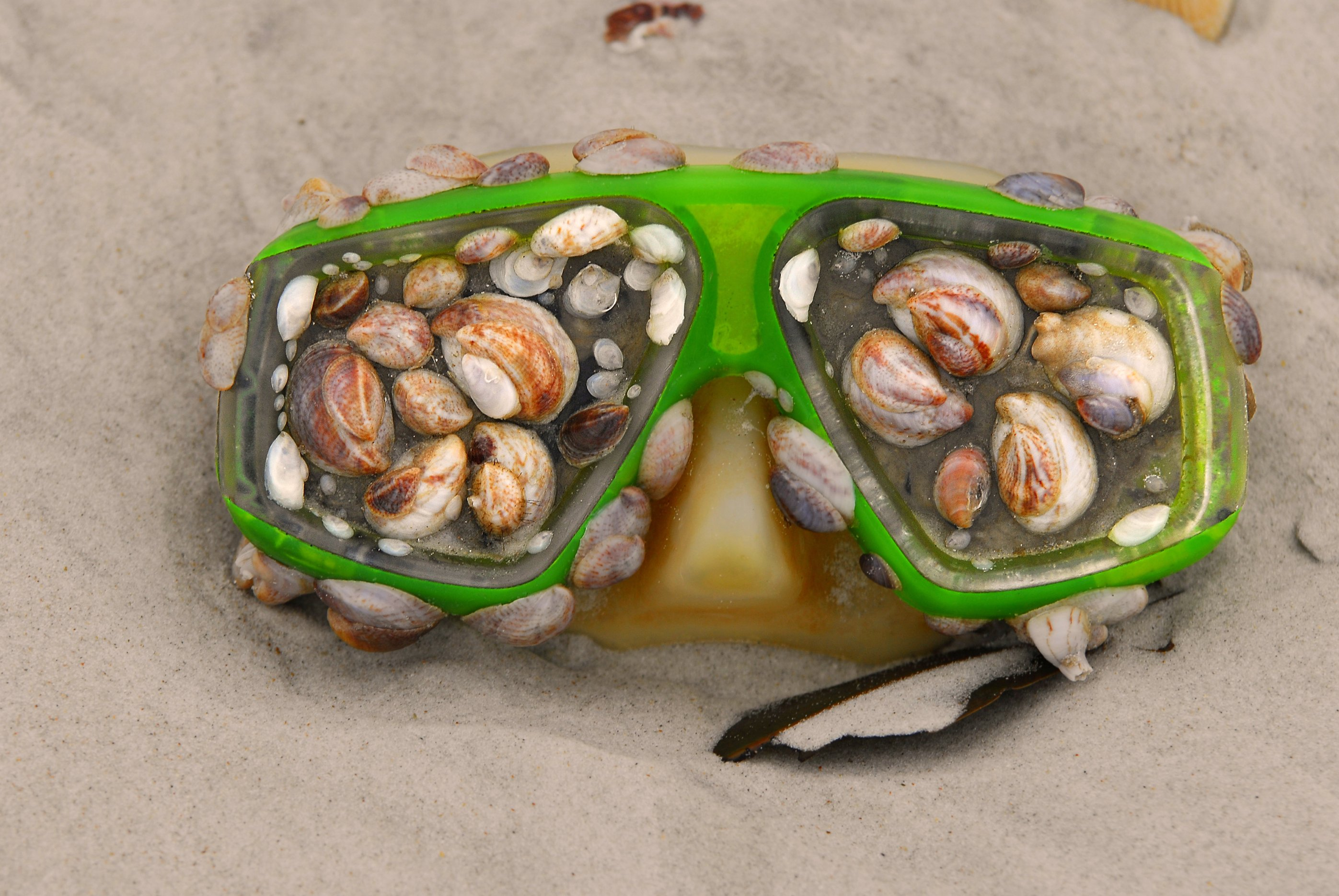
Kolonia ślimaków przyczepiona do maski do nurkowania.

Plastisfera – zespół organizmów związanych z plastikowymi odpadami unoszącymi się w wodach. Ponieważ tworzywa sztuczne są nowym elementem środowiska, zespół ten jest jednym z najmłodszych elementów ekosystemu.
Termin plastisfera (ang. plastisphere) zaproponował zespół oceanologów z kilku ośrodków w Woods Hole w 2011 roku – Erik R. Zettler, Tracy J. Mincer i Linda A. Amaral-Zettler, gdyż ta biocenoza jest odmienna, a przy okazji bardziej złożona niż otaczające ją zespoły organizmów otwartej toni oceanicznej. Czasem jest stosowany nie wobec biocenozy, ale wobec jej siedliska lub całego ekosystemu.
W skład plastisfery wchodzą głównie mikroorganizmy. Wśród nich są uważane za jedne z najliczniejszych oceanicznych bakterii z rodzaju Pelagibacter, ale według jednego z badań, w samej plastisferze najliczniejsi są przedstawiciele rodzaju Vibrio. Niewykluczone, że mogą oni być oportunistycznymi patogenami. Poza tym w biofilmie znajdowane są organizmy z różnych grup ekologicznych i taksonomicznych: promienice, orzęski, bruzdnice, okrzemki, zielenice, brunatnice, krasnorosty oraz innych grup bakterii, protistów i grzybów. Część z nich jest osiadła, przytwierdzona do cząstek plastiku, część to epibionty, czyli organizmy żyjące na powierzchni innych organizmów. Biocenozę plastisfery tworzą autotrofy i heterotrofy, w tym drapieżnicy i symbionty. Część bakterii tego zespołu może rozkładać plastik. W plastisferze występują też rozkładające polietylen grzyby Parengyodontium album. Według innych badań, na Wielkiej Pacyficznej Plamie Śmieci, najliczniejsze są bakterie z rodzaju Bacillus (średnio 1664 os./mm²) i okrzemki pierzaste (średnio 1097 os./mm²), z towarzyszeniem ziarenkowców, okrzemek centrycznych, bruzdnic, kokolitoforów i promienic. W tych badaniach zauważono, że bakterie są związane raczej z cząstkami styropianu, podczas gdy okrzemki preferują cząstki plastiku o chropowatej powierzchni, a większe zróżnicowanie wykazują na większych odpadach.
Ze wzrostem ilości mikroodpadów plastikowych związany jest wzrost liczebności Halobates sericeus (przedstawiciela nartnikowatych z rodzaju Halobates), dla którego są one miejscem składania jaj.
Do unoszących się na powierzchni cząstek plastiku przyczepiają się również przetrwalniki i aktywne osobniki glonów mogących wywoływać toksyczne zakwity, zwłaszcza bruzdnic. Stwierdzono to m.in. w przypadku zakwitów wód na Costa Brava wywołanych przez Alexandrium taylori, przez co uważa się, że siedlisko to sprzyja rozprzestrzenianiu tego typu zagrożeń.